# Northrop Grumman

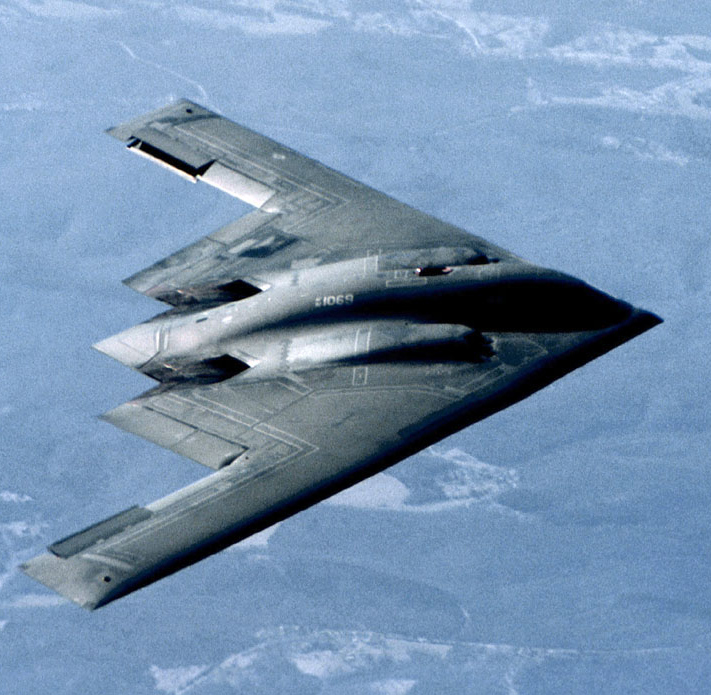
Algunos de los vehículos más costosos del mundo, como el B-2 Spirit bombardero estratégico, son realizados por Northrop Grumman para el gobierno de los Estados Unidos

Northrop Grumman Corporation es un conglomerado de empresas aeroespaciales estadounidenses y de defensa resultado de la fusión de las firmas Northrop y Grumman. La empresa es el cuarto mayor contratista de defensa militar de los EE. UU. y constructor número uno de buques de guerra. Otras compañías fueron absorbidas después de esta fusión, como Logicon, Teledyne Ryan, Litton, Ingalls, Avondale, TWR o sans LacsVarity. Actualmente la sede está en Virginia.
El producto más conocido de Northrop Grumman es el avión B-2 Spirit. Thomas Jones fue el presidente de Northrop mientras se desarrollaba el B-2, era un buen amigo de los presidentes de los Estados Unidos Richard Nixon y Ronald Reagan bajo el mandato de los cuales estuvo el desarrollo de este bombardero.
En el 2004 tenía 125.400 empleados trabajando en cientos de naves por todo Estados Unidos y otros países, teniendo un crédito anual de 172.000 millones de dólares.
Nacidas de la necesidad de reducir gastos debido al final de la Guerra Fría, Northrop Grumman tiene una gran variedad de divisiones. No obstante, su estrategia de negocio ha comenzado a dar resultados ya que la situación financiera actual de la compañía es buena, y siguen lanzando nuevos productos en todas sus divisiones.

## Historia
Establecida originalmente en California en 1939, Northrop Corporation se trasladó a Delaware en 1985. En 1994, Northrop Aircraft se fusionó con Grumman Aerospace para crear la compañía Northrop Grumman. Ambas compañías estaban establecidas en la industria aeronáutica y Grumman era famosa por la construcción del módulo lunar del Apolo. La nueva compañía adquirió la Westinghouse Electronic Systems en 1996, un fabricante principal de sistemas de radar. Logicon, un contratista de computadoras de defensa, fue añadido en 1997. Anteriormente, Logicon había adquirido a Geodynamics Corporation en marzo de 1996 y Syscon Corporation en febrero de 1995.
Un intento de fusión entre Northrop Grumman y el competidor Lockheed Martin no fue aprobado por el gobierno estadounidense en 1998, retrasando la consolidación de la industria de defensa. Pero en 1999, la compañía adquirió a Teledyne Ryan que desarrollaba sistemas de vigilancia y aeronaves no tripuladas. También adquirió ese mismo año a California Microwave, Inc. y Data Procurement Corporation. Se adquirieron otras compañías incluyendo a Inter-National Research Institute Inc. (1998), Federal Data Corporation (2000), Navia Aviation As (2000), Comptek Research, Inc. (2000), y Sterling Software, Inc. (2000).
En 2001, la compañía adquirió Litton Industries, un astillero y proveedor de sistemas electrónicos de defensa a la Armada de los Estados Unidos. Durante el proceso de adquisición, se creó una nueva compañía en Delaware, NNG, Inc. que se fusionó con Northrop Grumman a través de un intercambio de acciones en abril de 2001. Tanto Northrop Grumman y Litton se convirtieron en subsidiarios de la nueva compañía. La original Northrop Grumman Corporation fue renombrada como Northrop Grumman Systems Corporation y la NNG, Inc. recibió el nombre de Northrop Grumman Corporation.
Posteriormente, se añadieron a la compañía los astilleros Newport News Shipbuilding, una de las dos empresas fabricantes de submarinos nucleares. Northrop Grumman y Boeing han colaborado en el concepto de diseño de la nave espacial Orión de la NASA (conocida como CEV, Crew Exploration Vehicle), pero el contrato fue adjudicado a su rival Lockheed Martin el 31 de agosto de 2006.

## Divisiones
- Sistemas electrónicos
- Tecnologías de la información
- Sistemas de misión
- Sistemas integrados
- Sistemas para barcos
- Tecnologías aeroespaciales
- Sistemas electromecánicos